# Universidad Estatal de Arizona
La Universidad Estatal de Arizona (ASU), Arizona State University en inglés, es una de las universidades públicas de Arizona y tiene 51.612 estudiantes. Fundada en 1885 como Territorial Normal School, se convirtió en universidad en 1958. Se ubica en Tempe, Arizona con campus en Mesa, Arizona (ASU Politécnica), Phoenix, Arizona (ASU Oeste y ASU Central), Scottsdale (ASU-Mayo Clinic Campus) y Glendale (Thunderbird School of Global Management).

## Revistas
- La revista bilingüe

## Personas Famosas
- Barry Bonds, jugador de béisbol.
- Paul Casey, golfista inglés.
- Luguentz Dort, baloncestista canadiense.
- Tyler Hoechlin, actor.
- Reggie Jackson, jugador de béisbol.
- James Harden, baloncestista.
- Phil Mickelson, golfista.
- Azahara Muñoz, golfista española.
- Dustin Pedroia, jugador de béisbol.
- Jon Rahm, golfista español.
- Priya Rai, actriz.
- Pat Tillman, jugador de fútbol americano y soldado.
- Léon Marchand, nadador francès.